# 罗布·帕尔多

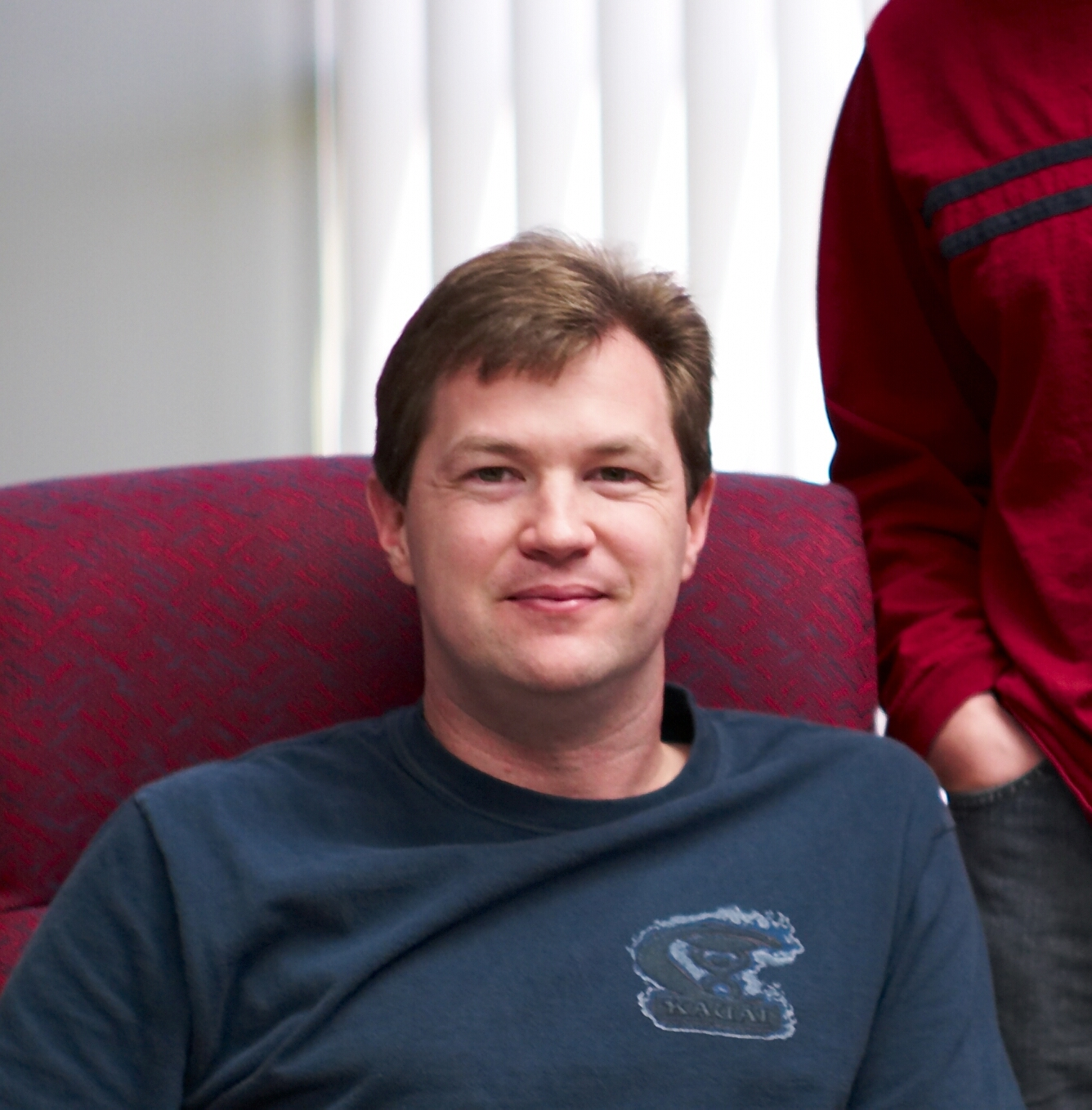
罗布·帕尔多

罗布·帕尔多（外号Bill Pard，1970年6月9日—）曾是暴雪娱乐首席创意官，2014年7月3日辞职。在此之前，他是暴雪娱乐游戏设计副执行总裁，在此之前，他是魔兽世界的首席设计师。 2006年，他被时代杂志称为100名世界最有影响力的人之一。

## 其他
罗布·帕尔多出现在《南方公园》的《要爱，不要魔兽世界》中。
罗布·帕尔在無盡的任務中是一名叫Ariel的木精灵战士，他是钢铁公会的会长。后公会会长被Tigole取代。